# Taos Ski Valley, Novi Meksiko
Taos Ski Valley je selo i skijaško odmaralište u okrugu Taosu u američkoj saveznoj državi Novom Meksiku. Prema popisu stanovništva SAD 2010. ovdje je živjelo 69 stanovnika. Do 19. ožujka 2008., bilo je jednim od četiriju američkih skijaških odmarališta koje je zabranilo skijanje na snowboardu.

## Povijest
Prvi naseljenici ovog sela bila je skupina rudara 1800-ih. Rudarski gradić je poslije napušten. Godine 1955. Ernie i Rhoda Blake otkrili su ovo mjesto kao dobro skijalište i oni su osnivači današnjeg Taos Ski Valleya. Živjeli su u kamp-prikolici, jer gotovo da nije bilo stambenih objekata, osim skoro dovršenog Hondo Lodgea (danas Inn at Snakedance). Nakon preseljenja u kolibu, živjeli su bez električne struje sve do 1963. godine. Ernie i Rhoda živjeli su u Santa Feu u Novom Meksiku. Ernie je bio voditelj Santa Fe Ski Basina.
Selo je inkorporirano 1996. godine.
Godine 2013. Taos Ski Valley, Inc. je obitelj osnivača prodala milijarderskom konzervacionistu Louisu Baconu. Skijališta su omjera jedna prema jedan u odnosu stručnjak na prema početnik/srednjeg znanja. Skijaška škola je najviše rangirana u Sjevernoj Americi.
Godine 2014. izgrađeno je dizalo Kachina, koje podiže trostruke sjedalice na najviše visine u cijeloj Sjevernoj Americi, do visine od 3804 m.

## Zemljopis
Nalazi se na 36°35′52″N 105°26′42″W / 36.59778°N 105.44500°W. Prema Uredu SAD-a za popis stanovništva, zauzima 6,1 km2 površine, sve suhozemne.
Taos Ski Valley je najviša općina u SAD, Nalazi se na nadmorskoj visini od 2806 metara. Granice sela dosežu visinu od 3835 i najviši rezidencijalni dio je na 3150 metara. Kachina Village je iznad 3150 metara, a u njemu se nalazi restoran i smještajne jedinice za stalne stanovnike i posjetitelje. Planira se izgradnja 70–80 domova. Wheelerov vrh (Wheeler Peak), najviša planina u Novom Meksiku (4011 m), iznad je sela.

## Stanovništvo
Prema podatcima popisa 2010. u Taos Ski Valleyu bilo je 69 stanovnika i 272 stambene jedinice, od čega je samo 14,3% bilo useljeno. Stanovništvo po rasi bili su 89,9% bijelci, 8,7% ostalih rasa, 1,4% dviju ili više rasa. Hispanoamerikanaca i Latinoamerikanaca svih rasa bilo je 24,6%.

## Vanjske poveznice
- Službene stranice  Arhivirana inačica izvorne stranice od 31. ožujka 2015. (Wayback Machine)
- Trgovinska komora
- 3D skijaški zemljovid Taos Ski Valleya  Arhivirana inačica izvorne stranice od 14. listopada 2014. (Wayback Machine)